# 擬龍鰧大頭花桿狗母
擬龍鰧大頭花桿狗母是合齿鱼科（狗母鱼科）大头狗母鱼属一种，分布于印度洋和太平洋海域。
本种之前被视为大头狗母鱼（Trachinocephalus myops）的同物异名。大头狗母鱼属过去长时间被认为是一个单型属，属中唯一的一种大头狗母鱼被认为是广泛分布于全球暖水近海的种类。2016年研究人员将分布在印度洋和太平洋的大头狗母鱼分离来，成为独立的本种，原大头狗母鱼被限定分布于大西洋海域。

## 鉴别特征
吻长为眼径的40.4—108.5%（平均值74.8%）；吻长为体高的15.0—26.0%（平均值21.2%）；眼间距为头长的5.2—12.0%（平均值8.7%）；眼径为头长的11.0—22.6%（平均值16.6%）。